# 山口県道158号佐田中田布施線
山口県道158号佐田中田布施線（やまぐちけんどう158ごう さだなかたぶせせん）は、山口県光市から熊毛郡田布施町に至る一般県道である。

## 概要
光市大字塩田から熊毛郡田布施町大字大波野に至る。

### 路線データ
- 起点：光市大字塩田（山口県道68号光日積線交点）
- 終点：熊毛郡田布施町大字大波野（山口県道138号周東田布施線交点）

## 歴史
- 1958年（昭和33年）10月1日 山口県告示第644号の2により認定される。
- 1971年（昭和46年）1月15日 - 熊毛郡大和村が町制施行して熊毛郡大和町になったことに伴い起点の地名表記が変更される（熊毛郡大和村塩田字佐田中→熊毛郡大和町塩田字佐田中）。
- 1972年（昭和47年） - 山口県の県道番号再編により現行の路線番号に変更される。
- 2004年（平成16年）10月4日 - 光市と熊毛郡大和町が対等合併して改めて光市が発足したことに伴い起点の地名表記が変更される（熊毛郡大和町塩田字佐田中→光市塩田字佐田中）。

## 地理

### 通過する自治体
- 山口県
  - 光市 - 熊毛郡田布施町

### 交差する道路
| 交差する道路              | 市町村名 | 市町村名 | 交差する場所 | 交差する場所 |
| ------------------------- | -------- | -------- | ------------ | ------------ |
| 山口県道68号光日積線      | 光市     | 光市     | 大字塩田     | 起点         |
| 山口県道138号周東田布施線 | 熊毛郡   | 田布施町 | 大字大波野   | 終点         |

### 沿線
- 光市立塩田小学校（起点付近）